# Xian autonome miao de Mayang
Le xian autonome miao de Mayang (麻阳苗族自治县 ; pinyin : Máyáng miáozú Zìzhìxiàn) est un district administratif de la province du Hunan en Chine. Il est placé sous la juridiction de la ville-préfecture de Huaihua.

## Démographie
La population du district était de 354 455 habitants en 1999.